# Замок Мойланд

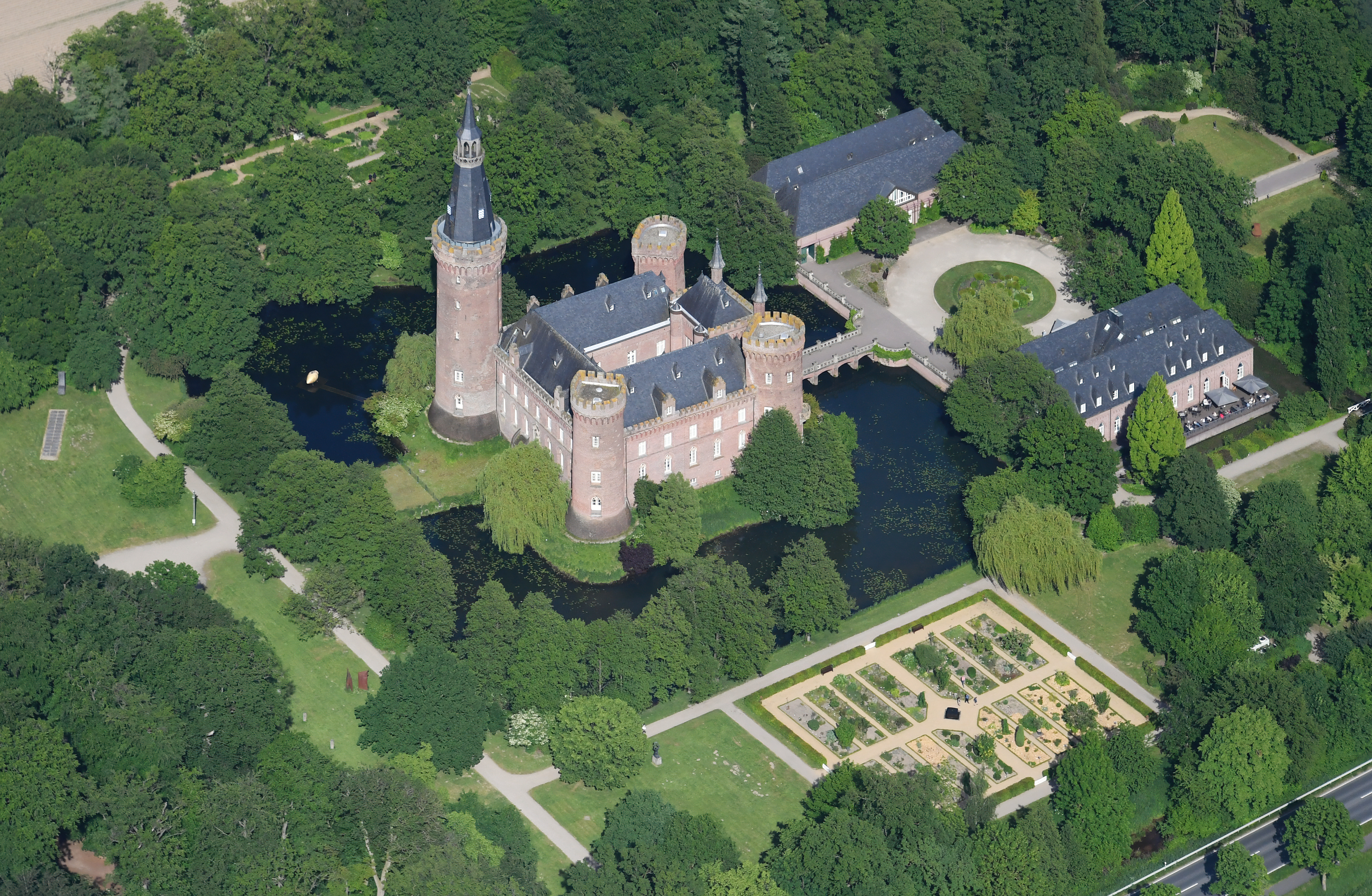
Замок Мойланд, вид сверху

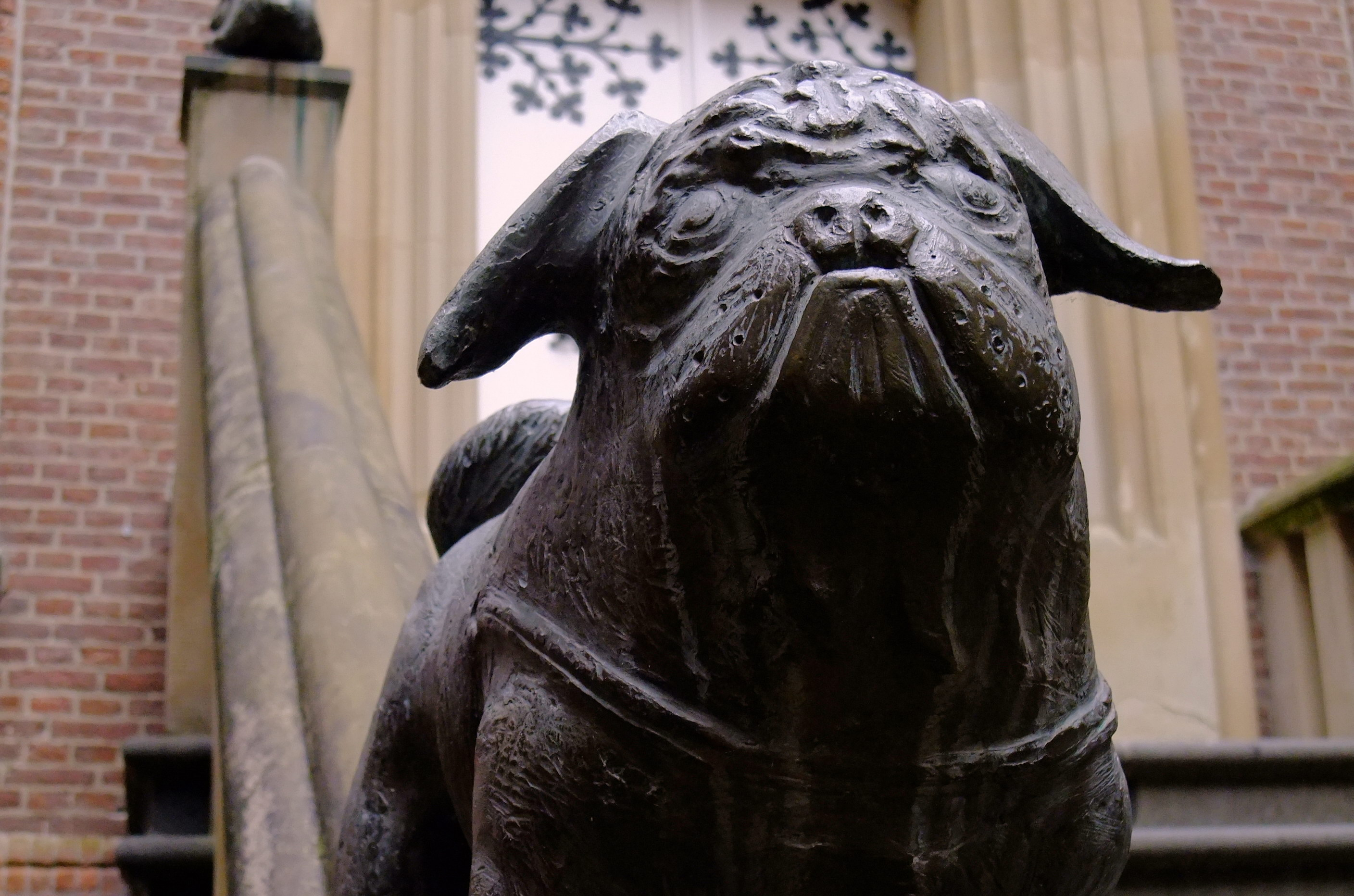
Фигура мопса у лестницы центрального входа в замок

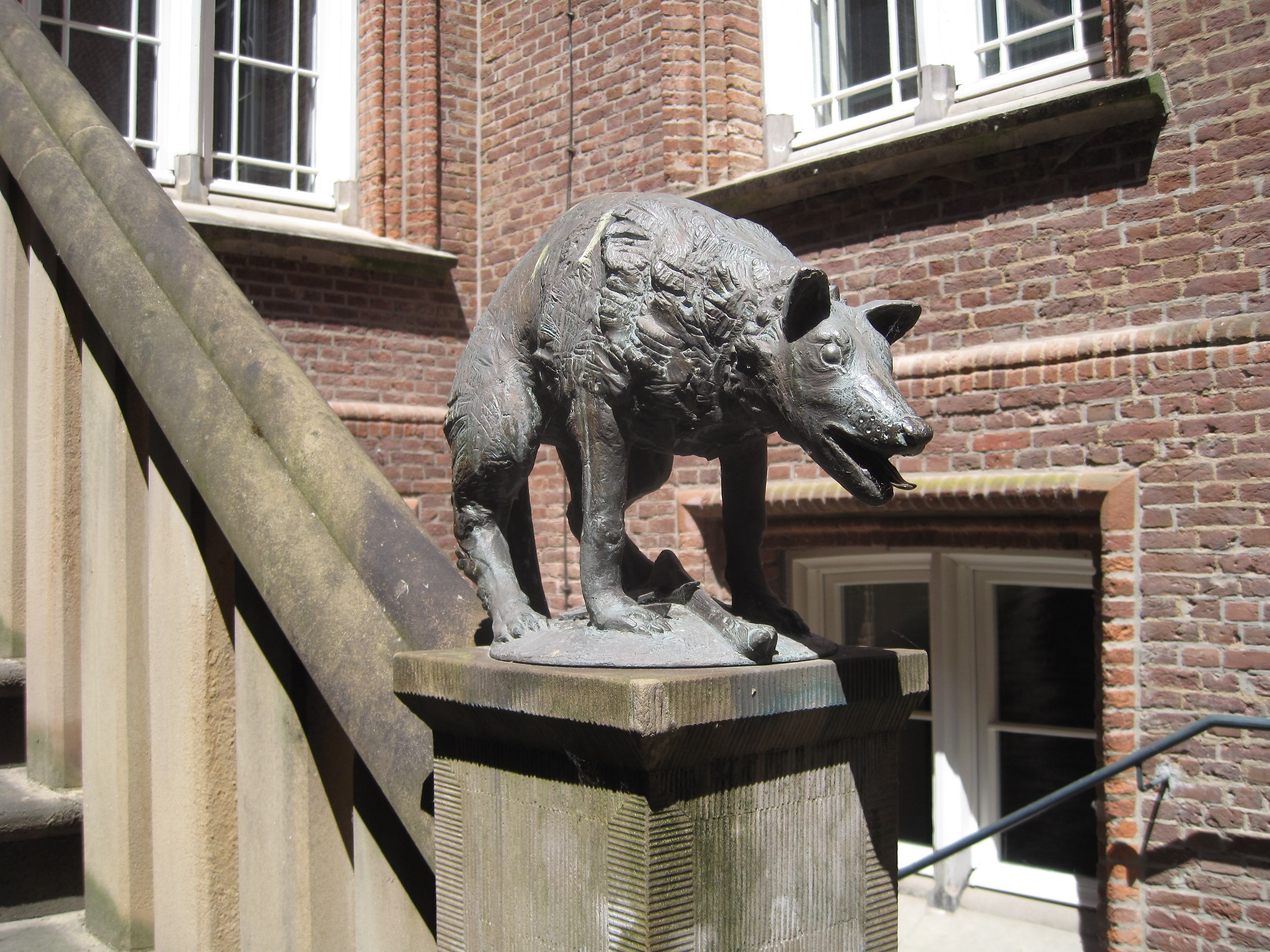
Волк y входа в замок

Замок Мойланд (нем. Schloss Moyland) ― замок на воде близ городка Бедбург-Хау в округе Клеве земли Северный Рейн-Вестфалия, ФРГ. В настоящее время, кроме самого замка и окружающего его парка, особый интерес для многочисленных, посещающих его туристов представляет расположенный в нём музей современного искусства, включающий в себя коллекцию братьев фан дер Гринтен, в том числе около 60 работ живописца Германа Тойбера, и обширное собрание работ немецкого художника-абстракциониста Йозефа Бойса. 

## История
Впервые упоминается в письменных источниках под 1307 год. Позднее выкупается Роландом фон Хагедорн, ленное владение которого подтверждается грамотой графа Дитриха VIII Клевского от 1339 года. Замок ещё несколько раз меняет своих владельцев вплоть до 1662 года, когда Мойланд переходит к бранденбургскому военачальнику Александру фон Шпен. Последний перестраивает его в стиле барокко. Наследник Александра, Фридрих Вильгельм фон Шпаен, также работавший над благоустройством замка, продаёт Мойланд в 1696 году бранденбургскому курфюрсту (позднее ставшему королём Пруссии), Фридриху I, за 150 тысяч талеров. Фридрих использует Мойланд как охотничий замок, а также как место свиданий со своей любовницей из соседнего города Эммерих, 17-летней Катариной Рикерс. 11 сентября 1740 года в замке Мойланд происходит встреча прусского короля Фридриха Великого с французским философом и писателем Вольтером. После длительной беседы они создают проект «Фабрики Правды» (Wahrheitsmanufaktur), долженствующей быть основанной в замке Мойланд. В 1766 году замок становится владением нидерландского рода ван Стеенграхт. Его глава, Адриан ван Стеенграхт, получает Мойланд от прусского короля как компенсацию за ущерб, нанесённый его владениям во время Семилетней войны. В период с 1854 и по 1862 год фасад замка Мойланд по указанию его владельца, Николауса Иоганна ван Стеенграхта, перестраивается в неоготическом стиле, привлёкшего для этой цели кёльнского архитектора Эрнста Фридриха Цвингера. 
При этом в годы Второй мировой войны Мойланд не пострадал вплоть да занятия его войсками союзников 25 февраля 1945 года. Британский фельдмаршал Бернард Монтгомери располагает здесь свой штаб. В это же время Мойланд посещает Уинстон Черчилль. После того, как Монтгомери со своими людьми покидает замок, он становится жертвой разграбления и вандализма расквартированных поблизости канадских солдат. Владелец замка Густав Адольф Штеенграхт фон Мойланд, бывший статс-секретарём имперского министра Иоакима фон Риббентропа, был осуждён Нюрнбергским трибуналом и приговорён к тюремному заключению (скончался позднее в замке Мойланд в 1969 году). Предпринятая в 1954 году попытка восстановить замок и последующий затем пожар в 1956 году не изменили плачевного состояния этого владения. В июле 1990 года семейство Стеенграхт передаёт свои права созданному «Фонду музей-замок Мойланд» (Stiftung Museum Schloss Moyland, создан в 1987 году). Реставрационные работы, финансирование которых переняло в том числе правительство земли Северный Рейн-Вестфалия, завершились к 24 мая 1997 года, когда замок-музей и прилегающие к нему парковые территории были открыты для посещений. 

## О замке и парке
Первоначально Мойланд был Роландом фон Хагедорн в период с 1345 по 1355 год отстроен как классический готический кастель-крепость, квадратного основания и с четырьмя башнями, наиболее высокой из которых была круглая, находящаяся в северной части сооружения. Вокруг внутреннего двора на третьем этаже замка, располагались комфортабельные помещения с камином, колодцем-источником и нишами вдоль стен для светильников. В XV веке возводятся новые флигели и близ восточной башни — капелла. При владении замком семьёй Стеенграхт, в XVIII—XIX столетиях, значительное внимание уделяется парковой зоне. Здесь разбивается так называемый «английский парк». Также в парке устанавливаются многочисленные скульптуры. В настоящее время Мойланд представляет четырёхугольное здание замка, к которому прилегает с юго-востока хозяйственная постройка, где находится кафе, управление музеем и библиотека. Башни по углам замка трёхэтажные, за исключением одной, в юго-восточной части, которая на этаж выше. При музее содержится библиотека в 60 тысяч томов и архив Йозефа Бойса от Академии художеств Дюссельдорфа, насчитывающий 200 тысяч единиц хранения. 
В парковой зоне находится музей скульптур, с 2004 года он зачислен в список «Шедевров паркового искусства между Рейном и Маасом». Здесь можно увидеть работы таких мастеров, как Джеймс Ли Бейярс, Уве Клаус, Эдуардо Чильида, Хууб Кортекаас, Куббах-Вильмсен, Йозеф Якель, Хайнц Мак, Герхард Маркс, Хольгер Рунге. Антони Тапиес. Входная в замок лестница (у главного входа в здание) украшена литыми фигурами животных. До 1996—1997 годов это были две старинные скульптуры львов. Позднее они были заменены на фигуры волка и мопса. Первый должен напоминать о встрече в Мойланде в 1740 году Вольтера с прусским королём Фридрихом Великим, и состоявшейся тогда между ними «кусачей»» полемике. Фигура мопса установлена в память о посещении замка Уинстоном Черчиллем в 1945 году. Две фигурки собак на лестнице созданы немецким скульптором Гансом Карлом Бургеффом.

### О замке
- Otto Brües, Guido de Werd, Alois Puyn: Schloss Moyland. Von Voltaire bis Beuys. Mercator, Duisburg 1988, ISBN 3-87463-146-X (Niederrhein erleben).
- Alexander Duncker: Die ländlichen Wohnsitze, Schlösser und Residenzen der ritterschaftlichen Grundbesitzer in der preußischen Monarchie nebst den königlichen Familien-, Haus-, Fideicommiss- und Schattull-Gütern. Band 9, Berlin 1866
- Fritz Getlinger, Matthias Graß: Schloss Moyland. Zerstörung und Wiederaufbau. Keuck, Geldern 1997, ISBN 3-928340-08-5.
- Karl-Heinz Hohmann, Rose-Marie Wörner, Gustav Wörner: Museum Schloss Moyland und sein Park in Bedburg-Hau (Kreis Kleve). 2. Auflage. Neusser Druck- und Verlagsanstalt, Neuss 1998, ISBN 3-88094-825-9 (Rheinische Kunststätten. Heft 346).

### О музее
- Karl Ebbers, Bettina Paust, Florian Monheim (ред.): Museum Schloss Moyland. DuMont, Köln 1997, ISBN 3-7701-3947-X
- Förderverein Museum Schloss Moyland e. V. (изд.): Schriftenreihe Schloss Moyland. Boss, Kleve 1990–1995
- Fünfzig Jahre Sammlung van der Grinten. Vorwort von Johannes Look und Ron Manheim. Beiträge von Ron Manheim, Barbara Strieder, Ute Haug, Bettina Paust, Hans van der Grinten und Franz Joseph van der Grinten u. v. a. Museum Schloß Moyland, Bedburg-Hau 1999. ISBN 3-929042-22-3.
- Bettina Paust, Florian Monheim (Red.): Museum Schloss Moyland – Skulpturenpark. DuMont, Köln 2001, ISBN 3-8321-5589-9